# 巴什科爾托斯坦衛星電視台
巴什科爾托斯坦衛星電視台（俄语：Башкирское спутниковое телевидение）是俄羅斯聯邦巴什科爾托斯坦共和國一條於2002年開播的電視頻道，主要播放新聞、音樂、綜藝、文化和電視劇等各類節目。這條頻道使用俄語和巴什基爾語廣播，並透過 Eutelsat 36B、ABS 2A、Intelsat 15 以及 Yamal 401 衛星向全球各國播送節目。